# خانه مهدرحیمی
خانه مهدرحیمی مربوط به دوره پهلوی اول است و در شیراز، خیابان انوری، کوچه لشکری، شماره ۱۷ واقع شده و این اثر در تاریخ ۸ مرداد ۱۳۸۱ با شمارهٔ ثبت ۶۰۶۰ به‌عنوان یکی از آثار ملی ایران به ثبت رسیده است.